# 穴棲毛鼻鯰
穴棲毛鼻鯰，為輻鰭魚綱鯰形目毛鼻鯰科的其中一種，為熱帶魚類，分布於南美洲委內瑞拉Guasare河上游Punto Fijo洞穴流域，體長可達5.4公分，棲息在底層水域，生活習性不明。

## 扩展阅读
維基物種上的相關：穴棲毛鼻鯰